# 阿徹洛奇 (北卡羅萊納州)
阿徹洛奇（英語：Archer Lodge）是一個位於美國北卡羅萊納州約翰斯頓縣的城鎮。

## 人口
根據2020年美國人口普查的數據，阿徹洛奇的面積為23.53平方千米，當中陸地面積為23.48平方千米，而水域面積為0.04平方千米。當地共有人口4797人，而人口密度為每平方千米204人。